# Castle Rock (Edinburgh)
De Castle Rock is een langgerekte heuvel bestaande uit basalt in het centrum van Edinburgh (Schotland) waarop het Kasteel van Edinburgh zich bevindt. De heuvel is 121,92 meter hoog en een klassiek voorbeeld van een crag and tail-vorm. Castle Rock is het enige restant van een uitgedoofde vulkaan die zich hier ongeveer 340 miljoen jaar geleden bevond, gedurende het Carboon.
De heuvel bevat alleen de oude kraterpijp die opgevuld is met het ganggesteente doleriet. De rest van de vulkaan is door erosie verdwenen. Tijdens de ijstijden echter lieten gletsjers klei en leem achter aan de lijzijde van de kraterpijp. Door deze beweging ontstond de lange heuvel aan de oostzijde, waar zich nu de hoofdstraat (de High Street) van Edinburgh bevindt.